# Allowissadula rosei
Allowissadula rosei är en malvaväxtart som först beskrevs av R.E. Fries, och fick sitt nu gällande namn av D.M. Bates. Allowissadula rosei ingår i släktet Allowissadula och familjen malvaväxter. Inga underarter finns listade i Catalogue of Life.